# Dominion (musikalbum)
Dominion är det amerikanska power metal-bandet Kamelots andra studioalbum, utgivet 1997 av skivbolaget Noise Records.

## Låtlista
1. "Ascension" (instrumental) – 1:25
2. "Heaven" – 3:39
3. "Rise Again" – 4:07
4. "One Day I'll Win" – 5:39
5. "We Are Not Separate" – 3:46
6. "Birth of a Hero" – 5:17
7. "Creation" (instrumental) – 5:07
8. "Sin" – 3:36
9. "Song of Roland" – 4:54
10. "Crossing Two Rivers" – 4:29
11. "Troubled Mind" – 4:39

Text: Richard Warner (spår 2–6, 8–11)
Musik: Thomas Youngblood (spår 1–11), David Pavlicko (spår 1, 11), Glenn Barry (spår 7)

## Medverkande
Musiker (Kamelot-medlemmar)
- Mark Vanderbilt – sång
- Thomas Youngblood – gitarr
- Glenn Barry – basgitarr
- David Pavlicko – keyboard
- Richard Warner – trummor

Produktion
- Jim Morris – producent, ljudtekniker
- Dave Wehner, Super Brian, Steve Heritage – assisterande ljudtekniker
- Derek "Dodge" Gores – omslagsdesign, omslagskonst
- Rachel Youngblood – grafik
- Buni Zubaly – foto